# Barbora Průdková
Barbora Průdková (* 1. února 1996 Ostrava) je česká cyklistka, především bikerka. Až do svých šestnácti let se závodně věnovala sjezdovému lyžování a do roku 2012 byla členkou žákovské a juniorské reprezentace v alpském lyžování. V současnosti (2016) je členkou české reprezentace v cross-country horských kol. Závodí v kategorii U23 (mladší 23 let) a v kategorii žen.
V roce 2012 a 2014 vyhrála Českých pohár. V roce 2014 získala zlatou a stříbrnou medaili na juniorských olympijských hrách v Číně a v závodu juniorek na Mistrovství světa horských kol v Hafjellu obsadila páté místo. V roce 2015 reprezentovala Českou republiku v cross-country (13. místo) i v silničním závodě (39. místo) na I. Evropských hrách v Baku. V roce 2016 získala na Mistrovství světa horských kol v Novém Městě na Moravě 5. místo ve sprintu a v Bedřichově se v červenci stala mistryní ČR v cross-country. V roce 2017 získala stříbro na Mistrovství Evropy horských kol v italském Darfo Boario Terme ve sprint eliminatoru
a vylepšila tak šestou příčku z ME 2016.